# Міст Моранді
Віадук Польчевера або Міст Моранді (італ. Viadotto Polcevera або Ponte Morandi) — внутрішній міський автодорожній міст у Генуї, Італія, створений за проєкт Рікардо Моранді, що перебував в експлуатації до 14 серпня 2018 року, коли обвалилося близько 240 метрів дорожного полотна мосту. 28 червня 2019 року остаточно демонтований.

## Місцезнаходження
Розташовувався над річкою Польчевера у однойменній долині між районами Sampierdarena та Cornigliano в кінці дороги  з Мілана до Генуї, утворюючи початок  від Генуї до Вентімільї та Ніцци.

## Опис

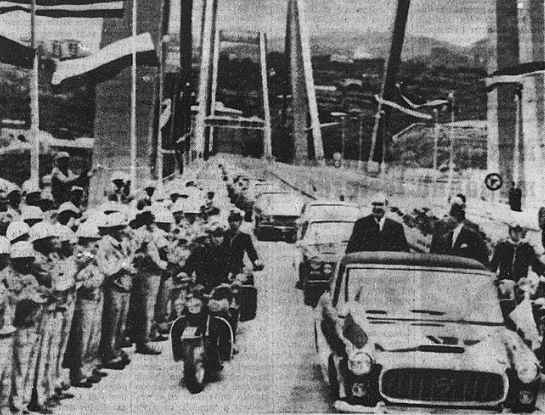
Відкриття мосту в 1967 році.

Це чотирьохсмуговий вантовий міст з трьома 90 — метровими пілонами. Загальна довжина мосту — 1,1 км.
Автор проєкт — Ріккардо Моранді, на честь якого і неофіційно названо міст.
Міст був побудований протягом 1962—1967 років організацією Società Italiana per Condotte' Acqua. 
Він став першим в Європі залізобетонним вантовим (висячим) мостом такої конструкції. Всього для його будівництва було використано 50 тис. кубометрів попередньо напруженого залізобетону і 5 тис. тонн сталі.
Міст Генерала Рафаеля Урданети має таку ж конструкцію, що і Понте Моранді.

## Обвалення

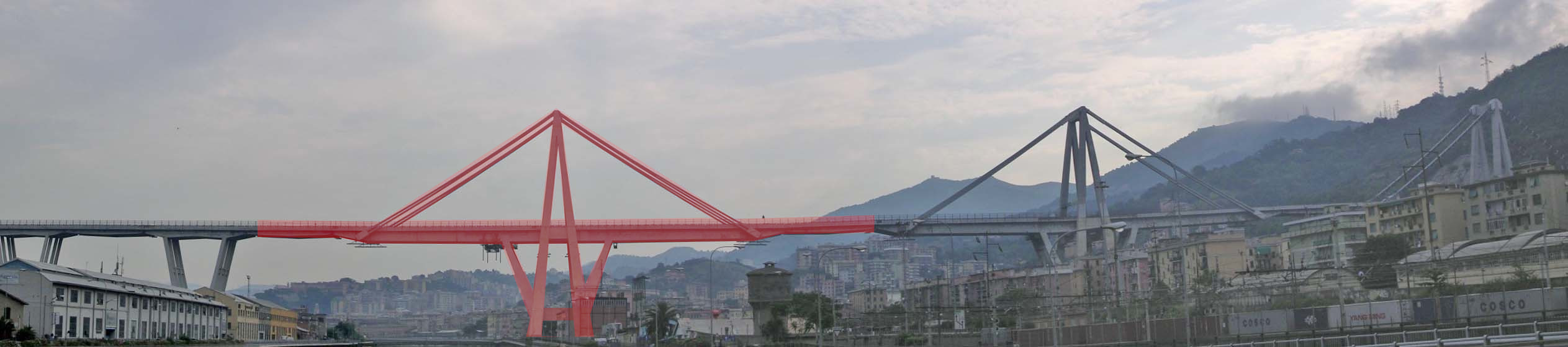
Червоним позначено постраждалу частину мосту

14 серпня 2018 через негоду обвалилося близько 240 метрів мосту разом з авто на ньому. Загинуло щонайменше 35 осіб. Ще 16 поранено. Серед поранених двоє українців.

## Остаточний демонтаж і будівництво нового мосту
У січні 2019 року італійський архітектор Ренцо Піано представив проєкт нового мосту.
28 червня 2019 року частина мосту Моранді, що залишалася, була підірвана потужним вибуховим зарядом. Знесенню підлягають також будинки, що знаходилися у районі мосту.
Після прибирання уламків мосту Моранді одразу почалися роботи зі зведення несних конструкцій нового мосту. Генеральним підрядником є фірма Salini Impreglio. Керівництво компанії запевнило, що новий міст повинен відкритися для експлуатації у квітні 2020-го року.